# Friedrich Arnold (Maler)
Friedrich Arnold, eigentlich Jean Frédéric Arnold (* 28. Juni 1815 in Straßburg-Krautenau (Strasbourg-Krutenau); † 18. März 1854 ebenda), war ein französischer Maler und Zeichner deutscher Herkunft.

## Familie
Johann Friedrich Arnold wurde als französischer Staatsbürger im elsässischen Straßburg geboren; die offizielle Namensgebung seiner Geburtsurkunde lautete Jean Frédéric Arnold. Vorfahren waren (vermutlich) aus dem Badischen nach Straßburg übersiedelt. Seine Eltern waren der bereits in Straßburg geborene Architekt Jaques Frédéric (Jakob Friedrich) Arnold (1786–1847), und dessen Ehefrau Cathérine Elisabet (Katharina Elisabeth), geborene Lichtenberger (* 1785). Auch der Großvater väterlicherseits hieß Jaques Frédéric Arnold (1762–1823) und war ebenfalls Architekt, der Vater der Mutter war der Gymnasialprofessor Jean Frédéric (Johann Friedrich) Lichtenberger (* 1844).

## Leben
Eine frühe Erwähnung Arnolds findet sich in einem Skizzenbuch des Malers Eugen von Guérard, der ihn 1838 in Rom kennenlernte und zeichnete. Vermutet wird eine anschließende Ausbildung zum Architekten bei Georg Moller in Darmstadt; eine Zeichnung Vue de Darmstadt, prise au Belvédère du Théatre von 1841 bestätigt zumindest den Aufenthalt in der hessischen Stadt. 1842 bis 1843 ist sein Name als Student der Landschaftsklasse unter Johann Wilhelm Schirmer in der Schülerliste der Kunstakademie Düsseldorf aufgeführt, allerdings als Architekturmaler. Vermutlich hatte die Bekanntschaft mit Eugen von Guérard Arnold zum Studium in Düsseldorf angeregt. Ihn begleitete er im Mai 1842 auf einer Studienfahrt zum Kloster Heisterbach bei Königswinter und im August desselben Jahres nach Xanten. Arnolds Name erscheint mit jeweils genauem Datum wiederum in zwei Zeichnungen in einem Skizzenbuch von Guérards. 1845 kehrte Arnold nach Straßburg zurück und ging mit Julie Lehmann aus Riquewihr im Elsass die Ehe ein. Mit Ortsbezeichnungen und Entstehungsjahr versehene Arbeiten, ausgestellt in der „Société des amis des arts de Strasbourg“, verweisen auf die Aufenthalte in Darmstadt und Xanten sowie in Bacharach und in den badischen Gemeinden Lautenbach, Gengenbach und Haslach im nördlichen Schwarzwald. Der Künstler verstarb im Alter von nur 38 Jahren in seinem Haus, 10 Rue Neuve Quai des Bateliers, in Straßburg.

## Werke (Auswahl)
Arbeiten (wohl Gemälde) ausgestellt in der Société des amis des arts de Strasbourg (gegr. 1832; heute Société des amis des arts et des musées de Strasbourg):
- Vue de Darmstadt, prise au Belvédère du Théatre, 1841
- L’église de Xanten, près Unterwesel sur le Rhin, 1844[7]
- Intérieur de l’église de Lautenbach, 1846
- Porte latérale de l’église de Xanten, 1847
- L’église de Haslach, 1848
- Cloître de l’église de Xanten, 1849
- L’église de Gengenbach, 1850
- Partie du couvent de Bacharach sur le Rhin, 1851
- Intérieur de l’église de Haslach, 1852
- L’atelier d’un artiste, 1853

5 Zeichnungen verwahrt das Grafikkabinett Straßburg.
Bildnisse
- 1838: Eugen von Guérard: Arnold v. Strassburg, Zeichnung (siehe Text).
- 1842: Friedrich Boser: Tafel mit 57 Bildnissen Düsseldorfer Künstler, Öl, bez. o.r.: FA (ligiert), unten links: FBoser 1842 (FB ligiert).[8]